# Sziklaszív
A Sziklaszív az Edda Művek tizennyolcadik albuma (megjelenésekor még 17.-ként jegyezték).

## Számok listája
1. Hűség és árulás
2. Menedékhely
3. Zuhanás
4. Ebből elég
5. Sziklaszív
6. Száguldás fényes vágyakon
7. Elöl a lányok
8. Ember az utcán
9. Egyedül maradtunk
10. Egy ez a tábor

## Az együttes felállása
- Alapi István – szólógitár
- Donászy Tibor – dob
- Gömöry Zsolt – billentyűs hangszerek
- Kicska László – basszusgitár
- Pataky Attila – ének